# Conti d'Olanda
Questo è un elenco di sovrani che hanno regnato con il titolo di conte prima solo sulla Frisia Occidentale, poi estendendo il dominio anche sul Kennemerland e poi su tutta l'Olanda. Dalla metà del IX secolo, col capostipite della Casa d'Olanda, Gerulfo I di Frisia e fino al 1247 con Guglielmo II d'Olanda i sovrani hanno regnato in forma esclusiva la Contea della Frisia Occidentale e, successivamente, la Contea d'Olanda.
Dal 1247 il titolo di Conte d'Olanda ha cominciato a sommarsi, attraverso conquiste, matrimoni e trasmissioni ereditarie ad altri titoli fino a concludersi con Filippo II di Spagna attraverso l'atto di abiura del 1581 e la creazione della Repubblica delle Sette Province Unite. Anche se la Contea d'Olanda continuò ad esistere come provincia, Filippo II fu l'ultimo a fregiarsi del titolo di conte d'Olanda.
| Conti della Frisia occidentale                                                                                                |                         | |
| Casa d'Olanda Questa dinastia è anche conosciuta come Gerulfingi e si è estinta con la morte di Giovanni I d'Olanda nel 1299. |                         | |
| Nome e altri titoli | Regno e reggenti        | Note |
| Gerulfo I di Frisia († dopo l'865)                                                                                            | intorno all'839         | - Capostipite della Casa d'Olanda |
| Gerulfo II d'Olanda (850 ca. † 895/896)                                                                                       | 885 ca. - 895/896       | - Figlio o nipote del predecessore - Fondatore della Contea d'Olanda |
| Teodorico I d'Olanda (870/875 ca. † 928 ca. o 939)                                                                            | 916 ca. - 928 ca. o 939 | - Probabilmente figlio del predecessore |
| Teodorico I bis d'Olanda |                         | - L'esistenza di un Teodorico tra Teodorico I e Teodorico II è stata solo teorizzata ma mai provata da alcun documento storico. Tale teoria si basa sul fatto che risulta che il figlio di Teodorico I così come il padre di Teodorico II si chiamassero Teodorico e la distanza temporale tra il regno dei due è verosimilmente troppo lunga per non esserci un altro reggente |
| Teodorico II d'Olanda (930 ca. † 988)                                                                                         | 959 - 988               | - Figlio o nipote di Teodorico I - Sposò Ildegarda di Fiandra, figlia del Conte di Fiandra, Arnolfo I - Nel 985 recupera dall'imperatore Ottone III tutte le terre situate tra la Mosa e la Vlie |
| Arnolfo d'Olanda (951 ca. † 993)                                                                                              | 988 - 993               | - Figlio del predecessore - Sposò nel 980 Liutgarda, figlia di Sigfrido, conte di Lussemburgo |
| Teodorico III d'Olanda (980 † 1039)                                                                                           | 993 - 1039              | - Figlio del predecessore - Sposò Otelinda (993 † 1044), probabilmente, figlia, probabilmente, di Bernardo I di Sassonia duca di Sassonia e di Ildegarda di Stade |
| Teodorico IV d'Olanda († 1049)                                                                                                | 1039 - 1049             | - Figlio del predecessore - Morì giovane senza essersi sposato e senza figli |
| Fiorenzo I d'Olanda (1017 † 1061)                                                                                             | 1049 - 1061             | - Fratello del predecessore - Sposò intorno al 1050 Gertrude di Sassonia, figlia di Bernardo II di Sassonia, duca di Sassonia e di Eilika di Schweinfurt - Nel 1063 Gertrude di Sassonia, rimasta vedova, sposò Roberto il Frisone |

| Conti d'Olanda | | |
| Nome e altri titoli | Regno e reggenti                                                                                            | Note |
| Teodorico V d'Olanda (1052 † 1091) | 1061-1091 reggenti: Gertrude di Sassonia 1061-1063 Roberto il Frisone 1063-1071                             | - Figlio del predecessore - Sposò verso il 1083 Otelinda (ca. 1054 † 1124), non esistono sulla famiglia di origine informazioni certe |
| Fiorenzo II d'Olanda (1085 † 1121) detto il Grasso | 1091-1121                                                                                                   | - Figlio del predecessore - Sposò verso il 1113 Gertrude d'Alsazia (1086 † 1144), figlia di Teodorico II, duca di Lorena, e di Edvige di Formbach |
| Teodorico VI d'Olanda (1114 † 1157) | 1121 - 1157                                                                                                 | - Figlio del predecessore - Sposò Sofia di Lussemburgo-Salm (1117 † 1176), figlia di Ottone di Lussemburgo-Salm, conte palatino del Reno e di Gertrude |
| Fiorenzo III d'Olanda(1141 † 1190) | 1157-1190                                                                                                   | - Figlio del predecessore - Sposò nel 1162 Ada di Scozia (1139 † 1206), figlia di Enrico di Scozia, conte di Northumbria e di Ada di Warrenne |
| Teodorico VII d'Olanda († 1203) | 1190-1203                                                                                                   | - Figlio del predecessore - Sposò nel 1186 Adelaide di Clèves, figlia di Arnoldo I, conte di Clèves e di Ida di Louvain |
| Ada d'Olanda (1188 † 1223) | 1203-1207 reggenti: Luigi II di Loon 1203-1207                                                              | - Figlia del predecessore - Sposò nel 1203 Luigi II († 1218), Conte di Loon - Dopo la morte di Teodorico VII, sua figlia Ada cercò di prendere possesso della contea, ma fu sconfitta da Guglielmo, fratello del conte defunto |
| Guglielmo I (1167 † 1222) | 1207-1222                                                                                                   | - Figlio di Fiorenzo III, detronizzò sua nipote - Sposò nel 1197 Adelaide di Gheldria († 1218), figlia di Ottone I, conte di Gheldria e di Riccarda di Baviera - Sposò nel 1220 Maria di Brabante († 1260), figlia del Duca della Bassa Lorena, conte di Lovanio e primo duca di Brabante, Enrico I e di Matilde di Boulogne |
| Fiorenzo IV (1210 † 1234) | 1222-1234 reggenti: Baldovino I di Bentheim 1222                                                            | - Figlio del predecessore e di Adelaide di Gueldre - Sposò nel 1224 Matilde di Brabante (1200 † 1267), figlia di Enrico I, duca di Brabante, e di Matilde di Lorena |
| Guglielmo II d'Olanda (1227 † 1256) antire di Germania 1247-1254 re di Germania 1254-1256 | 1234-1256 reggenti: Guglielmo d'Olanda 1234-1238 Ottone d'Olanda 1238-1239                                  | - Figlio del predecessore - Sposò nel 1252 Elisabetta di Brunswick-Lüneburg († 1266), figlia di Ottone I il fanciullo, duca di Brunswick e di Matilde di Brandeburgo |
| Fiorenzo V (1254 † 1296) conte d'Olanda e di Zelanda | 1256-1296 reggenti: Fiorenzo de Voogt 1256-1258 Adelaide d'Olanda 1258-1263 Ottone II di Gheldria 1263-1266 | - Figlio del predecessore - Sposò nel 1269 Beatrice di Dampierre († 1296), figlia di Guido di Dampierre, conte di Fiandra e di Matilde di Béthune - Prese il controllo della Zelanda e con essa assunse il titolo di conte di Zelanda |
| Giovanni I (1284 † 1299) conte d'Olanda e di Zelanda | 1296-1299 reggenti: Giovanni III di Renesse 1296-1297                                                       | - Figlio del predecessore - Sposò nel 1297 Elisabetta d'Inghilterra (1282 † 1316), figlia di Edoardo I d'Inghilterra, e di Eleonora di Castiglia - La coppia non ebbe figli |
| Casa d'Avesnes Già conti di Hainaut, ereditano la contea d'Olanda in quanto Giovanni I muore senza eredi | | |
| Nome e altri titoli | Regno e reggenti                                                                                            | Note |
| Giovanni II d'Olanda (1248 † 1304) precedentemente conosciuto come Giovanni I di Hainaut conte di Hainaut, d'Olanda e di Zelanda | 1299-1304                                                                                                   | - Cugino del predecessore, figlio di Giovanni d'Avesnes e di Adelaide d'Olanda, figlia di Fiorenzo IV - Sposò nel 1270 Filippa di Lussemburgo (1252 † 1311), figlia di Enrico V, conte di Lussemburgo, e di Margherita di Bar |
| Guglielmo I di Hainaut (1286 † 1337) conte di Hainaut, d'Olanda e di Zelanda | 1304-1337                                                                                                   | - Figlio del predecessore - Sposò nel 1305 Giovanna di Valois (1294 †1342) figlia di Carlo di Francia, conte di Valois, e di Margherita d'Angiò |
| Guglielmo II di Hainaut (1307 † 1345) conte di Hainaut, d'Olanda e di Zelanda | 1337-1345                                                                                                   | - Figlio del predecessore - Sposò nel 1334 Giovanna di Brabante, figlia di Giovanni III, duca di Brabante e di Limburgo, e di Maria d'Évreux |
| Casa di Baviera Famiglia Wittelsbach, Duchi di Baviera diventarono conti di Hainaut, d'Olanda e di Zelanda attraverso il matrimonio di Margherita II di Hainaut e Ludovico il Bavaro | | |
| Nome e altri titoli | Regno e reggenti                                                                                            | Note |
| Margherita II di Hainaut (1310 † 1356) contessa di Hainaut, d'Olanda e di Zelanda | 1345-1354                                                                                                   | - Sorella del predecessore - Sposò nel 1324 l'imperatore del Sacro romano impero Ludovico il Bavaro (1282 † 1347) - Suo figlio Guglielmo iniziò una disputa per le contee d'Olanda e di Zelanda e costrinse la madre a cederle in suo favore nel 1354. Alla morte della stessa nel 1356, ereditò anche la contea di Hainaut |
| Guglielmo III di Hainaut (1330 † 1388) conte di Hainaut, d'Olanda e di Zelanda | 1354-1358                                                                                                   | - Figlio del predecessore - Sposò nel 1352 Matilde di Lancaster (1335 † 1362), figlia di Enrico Plantageneto, I duca di Lancaster, e di Isabella di Beaumont - La coppia non ebbe figli |
| Alberto I di Baviera (1336 † 1404) conte di Hainaut, d'Olanda e di Zelanda | 1358-1404                                                                                                   | - Fratello del predecessore - Sposò nel 1353 Margherita di Brieg (1342 † 1386), figlia di Ludovico I il Giusto, duca di Brzeg, e di Agnese di Goglau - Sposò nel 1394 Margherita di Kleve (1375 † 1411), figlia d'Adolfo III di Mark, duca di Kleve, e di Margherita di Juliers |
| Guglielmo II di Baviera-Straubing (1365 † 1417) conte di Hainaut, d'Olanda e di Zelanda | 1404-1417                                                                                                   | - Figlio del predecessore e di Margherita di Brieg - Sposò nel 1385 Margherita di Borgogna, figlia di Filippo l'Ardito, duca di Borgogna e di Margherita III delle Fiandre, contessa di Fiandra |
| Giacomina di Hainaut (1401 † 1436) contessa di Hainaut, d'Olanda e di Zelanda | 1417-1433                                                                                                   | - Figlia del predecessore - Sposò nel 1418 Giovanni IV (1403 † 1427), duca di Brabante, figlio di Antonio di Borgogna e nipote di Giovanni di Borgogna - Riconobbe nel 1428 Filippo il Buono quale erede dei suoi possedimenti che cedette formalmente nel 1433 |
| Casa di Borgogna Ramo cadetto (conosciuto come terza dinastia di Borgogna), della dinastia dei Valois Contea d'Olanda parte dei Paesi Bassi borgognoni | | |
| Nome e altri titoli | Regno e reggenti                                                                                            | Note |
| Filippo III di Borgogna (1396 † 1467) detto il Buono duca di Borgogna, di Brabante, della Bassa-Lotaringia, di Limburgo e di Lussemburgo; conte di Charolais, d'Artois, delle Fiandre, di Namur, di Hainaut, d'Olanda, di Zelanda, di Auxerre, di Mâcon, di Boulogne, di Ponthieu e di Vermandois; conte palatino di Borgogna e signore di Malines | 1433-1467                                                                                                   | - Fu riconosciuto nel 1428 da Giacomina di Hainaut quale erede dei suoi possedimenti che cedette formalmente nel 1433 - Sposò nel 1409 Michela di Valois (1395 † 1422), figlia di Carlo VI, re di Francia ed Isabella di Baviera - Sposò nel 1424 Bona d'Artois (1396 † 1425), figlia di Filippo d'Artois, Conte di Eu nonché vedova di suo zio, Filippo, Conte di Nevers (1393 † 1425) - Sposò nel 1430 Isabella d'Aviz (1397 † 1471), figlia di Giovanni I, re del Portogallo e Filippa di Lancaster |
| Carlo I di Borgogna (1433 † 1477) detto il Temerario | 1467-1477                                                                                                   | - Figlio del predecessore e di Isabella d'Aviz - Sposò nel 1440 Caterina di Francia (1428-1446), figlia di Carlo VII, re di Francia e di Maria d'Angiò |
| Maria di Borgogna (1457 † 1482) detta la Ricca | 1477-1482                                                                                                   | - Figlia del predecessore - Sposò nel 1477 Massimiliano I (1459 † 1519), figlio di Federico III, imperatore del Sacro Romano Impero e di Eleonora d'Aviz |
| Casa d'Asburgo Contea d'Olanda parte delle Diciassette Province | | |
| Nome e altri titoli | Regno e reggenti                                                                                            | Note |
| Massimiliano I (1459 † 1519) imperatore del Sacro Romano Impero | 1482-1494 (reggente)                                                                                        | - Marito del predecessore |
| Filippo I di Castiglia (1478 † 1506) detto il Bello re consorte di Castiglia e León | 1494-1506                                                                                                   | - Figlio del predecessore - Sposò nel 1496 Giovanna di Castiglia (1479 † 1555) detta la Pazza, figlia di Isabella I di Castiglia e Ferdinando II di Aragona |
| Carlo V (1500 † 1558) imperatore del Sacro Romano Impero | 1506-1555                                                                                                   | - Figlio del predecessore - Sposò nel 1526 Isabella d'Aviz (1503 † 1539), figlia di Manuele I di Aviz, re del Portogallo e di Maria d'Aragona e Castiglia |
| Filippo II (1527 † 1598) detto il Prudente re di Spagna | 1555-1581                                                                                                   | - Figlio del predecessore - Sposò nel 1543 Maria Emanuela d'Aviz (1527 † 1545), figlia di Giovanni II di Aviz, re del Portogallo e di Caterina d'Asburgo - Sposò nel 1554 Maria I Tudor (1516 † 1558) regina d'Inghilterra e Irlanda, figlia di Enrico VIII e di Caterina di Aragona - Sposò nel 1559 Elisabetta di Valois (1545 † 1568), figlia di Enrico II di Valois, re di Francia e di Caterina de' Medici - Sposò nel 1559 Anna d'Asburgo (1549 † 1580), figlia di Massimiliano II d'Asburgo, imperatore del Sacro Romano Impero e di Maria di Spagna - Con l'atto di abiura del 1581 e la creazione della Repubblica delle Sette Province Unite la Contea d'Olanda continuò a mantenere lo stesso nome ma assunse le funzioni di provincia senza un sovrano |